# Alpha-Sekretasen

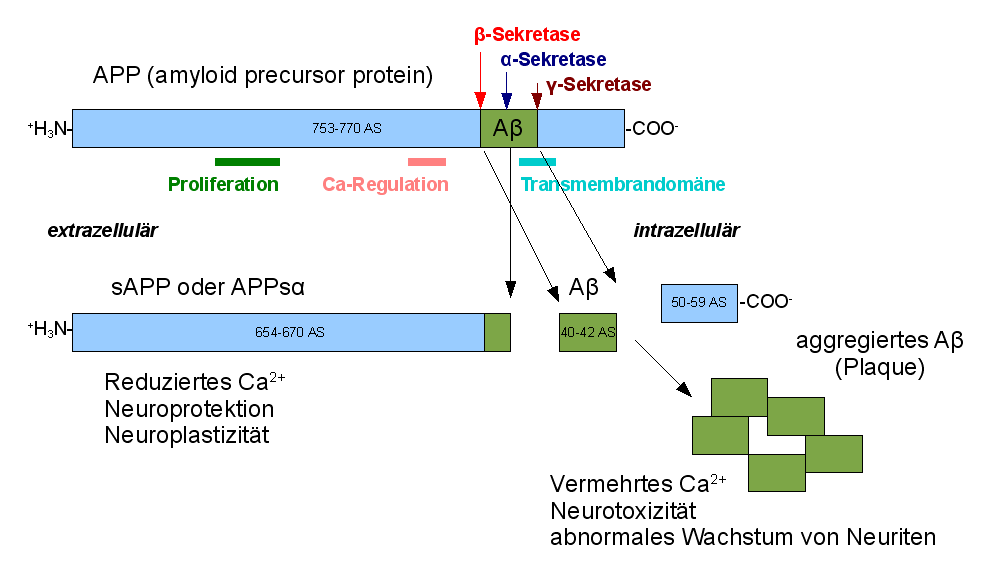
Spaltung des APP durch Alpha- und Beta-Sekretase(n); erkannte Funktionen auf dem APP-Protein (Proliferation, Ca-Regulation etc.) sind farbig markiert

Alpha-Sekretasen sind eine Familie von proteolytischen (Eiweiße abbauenden) Enzymen und damit eine Untergruppe der Peptidasen oder Proteasen.
Eine der Funktionen der Alpha-Sekretasen ist die Spaltung des Membranproteins APP (amyloid precursor protein) in einer Region, die teils innerhalb und teils auf der Außenseite oder extrazellulären Seite der Membran liegt und deshalb Transmembranregion genannt wird. Die Spaltungsstelle des APP wird als Aβ (Amyloid-β) bezeichnet, da daraus das an der Entstehung der Alzheimer beteiligte Beta-Amyloid-Peptid entsteht, wenn es durch Beta- und Gamma-Sekretase gespalten wird. Daher verhindert die Spaltung von APP durch Alpha-Sekretase die Bildung des β-Amyloid-Peptids und damit die Entstehung von Alzheimer. Das entstehende, wasserlösliche Produkt sAPP (sezerniertes APP) oder APPsα besitzt neuroprotektive (nervenzellenschützende) Funktionen. Der Spaltungsvorgang des APP durch die Alpha-Sekretasen wird als Ectodomain-Shedding bezeichnet.
Alpha-Sekretasen gehören zur ADAM-Proteinfamilie (a disintegrin and metalloprotease domain). Diese werden an der Zelloberfläche exprimiert und sind in der Zellmembran verankert. Auch andere Mitglieder dieser Familie sind als Alpha-Sekretasen identifiziert worden, darunter ADAM10, ADAM17 (auch TACE, tumor necrosis factor-α converting enzyme), ADAM9 und ADAM19.
Der Aktivität von Alpha-Sekretasen wird ein Einfluss bei der Steuerung von Lernen und Gedächtnisbildung zugesprochen. Die Freisetzung von APPsα hat neurotrophe Auswirkungen, die der Apoptose entgegenwirken und die Bildung neuer Synapsen fördern.